# Ritter Sport
Il Ritter Sport è una tavoletta di cioccolato di produzione tedesca, distribuita principalmente in Europa e in America. L'azienda produttrice è la Alfred Ritter GmbH & Co. KG. Ogni tavoletta consiste in un quadrato di 100 grammi di cioccolato, al latte o fondente o bianco, talvolta farcito, a sua volta suddiviso in 16 quadratini distribuiti secondo uno schema 4 a 4. Esistono anche tavolette più grandi, da 250 grammi, ed altre più piccole da 16,67 grammi, anche se in minori varietà.

## Storia
Nel 1912 Alfred Ritter e sua moglie Clara fondarono una piccola cioccolateria a Cannstatt sobborgo di Stoccarda. Poco dopo diedero vita alla compagnia ALRIKA (Alfred Ritter Cannstatt). La sede fu trasferita a Waldenbuch, poco lontano da Stoccarda, nel 1930.
Fu di Clara Ritter l'idea del tipico quadrato di cioccolata, che poteva entrare nelle tasche senza rompersi. Nel 1932 iniziò la produzione della tavoletta.

### Vertici del gruppo
L'attuale generazione dei proprietari dell'azienda, intestata ad Alfred T. Ritter e alla sorella Marli Hoppe-Ritter, è impegnata nell'ecologia e in progetti di libero scambio. Nel 1990 lanciarono il progetto "Cacaonica", che ancora oggi sostiene l'agricoltura biologica del cacao e la riforestazione in Nicaragua. Il gruppo Ritter possiede un cogeneratore e compra elettricità ottenuta da risorse rinnovabili. Le confezioni delle tavolette sono realizzate con modalità ecologiche.
Nel mese di aprile 2008 l'azienda ha lanciato la linea di prodotti "Ritter Sport Bio".

## Museo Ritter
Il Museo Ritter è un omaggio al quadrato per descrivere il lavoro artistico di Marli Hoppe-Ritter. La collezione consiste di circa 600 dipinti, manufatti, sculture e lavori grafici, le cui forme richiamano la tavoletta quadrata Ritter.

## Luogo di produzione
La Ritter possiede una propria fabbrica a Waldenbuch, non lontano da Stoccarda. Lì si trovano anche un negozio e il museo Ritter.

## Tipi di tavoletta
1. Vollmilch – Cioccolato al latte

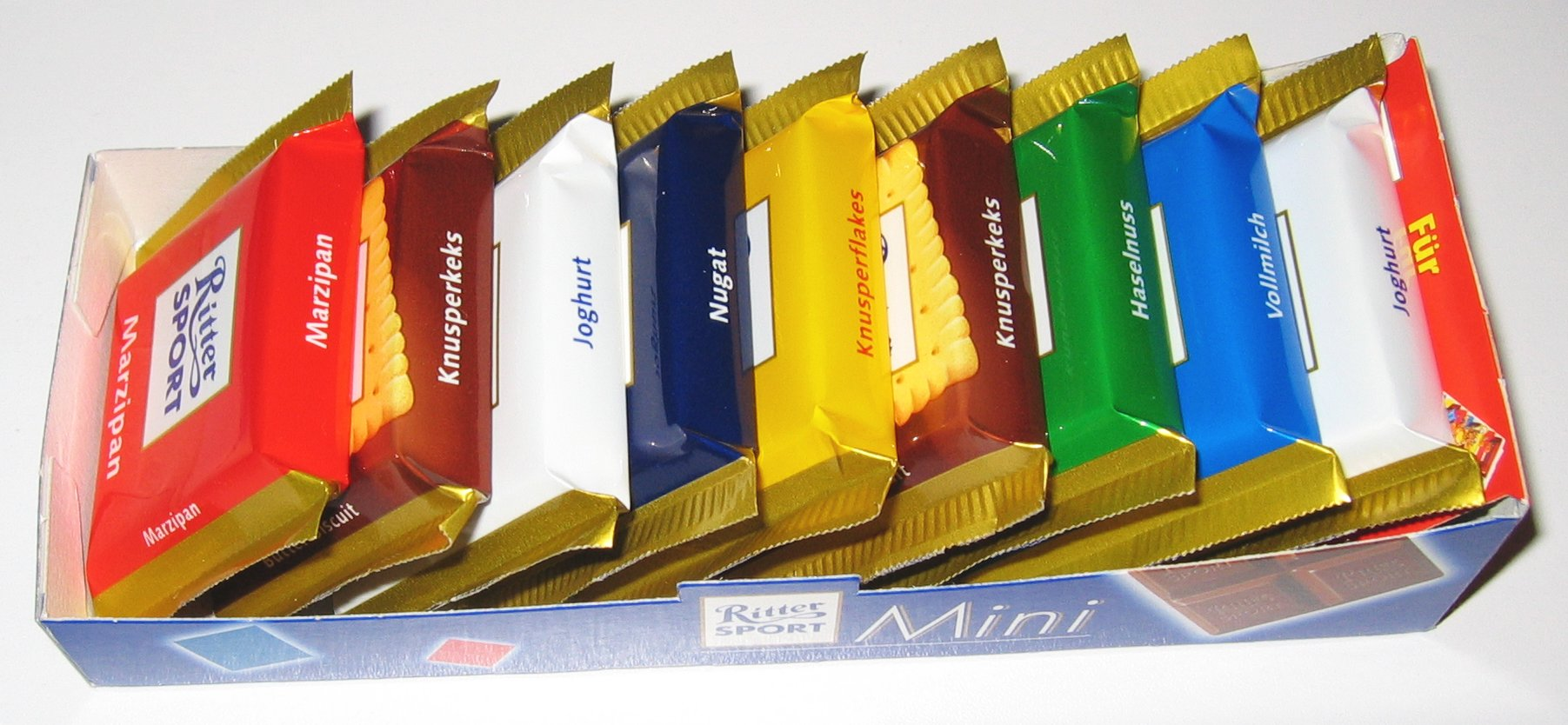
Vari tipi di Ritter Sport in versione mini

2. Dunkle Vollmilch – Cioccolato fondente, 40% cacao
3. Halbbitter – Cioccolato fondente, 50% cacao
4. Edelbitter – Cioccolato fondente, 71% cacao
5. Knusperkeks – Cioccolato al latte con biscotto al burro
6. Pfefferminz – Cioccolato e menta
7. Joghurt – Yogurt
8. Erdbeer Joghurt – Cioccolato al latte, yogurt e fragola
9. Voll-Nuss – Cioccolato al latte con nocciole
10. Dunkle Voll-Nuss – Cioccolato fondente con nocciole
11. Weiße Voll-Nuss – Cioccolato bianco con nocciole
12. Knusperflakes – Cioccolato al latte con corn flakes
13. Voll Erdnuss – Cioccolato al latte con arachidi
14. Ganze Mandel – Cioccolato al latte con mandorle
15. Marzipan – Cioccolato fondente con marzapane
16. Cocos – Cioccolato al latte con noci di cocco
17. Trauben-Nuss – Cioccolato al latte con uva passa e nocciole
18. Rum Trauben Nuss – Cioccolato al latte con nocciole, uva passa e rum
19. Cappuccino – Cioccolato al latte al gusto cappuccino
20. Alpenmilch – Cioccolato al latte superiore
21. Nugat – Cioccolato al latte con crema di nocciole
22. Feinherb à la Mousse au Chocolat – Cioccolato fondente riempito con mousse al cioccolato
23. Williams Birne Truffel – Cioccolato fondente riempito con mousse alla pera
24. Haselnuss – Cioccolato al latte con nocciole (variante)
25. Napolitaner – Cioccolato al latte con wafer "Loacker Napolitaner"
26. Espresso – Cioccolato al latte con caffè espresso qualità Arabica

## Pubblicità

### Slogan 1
- Confezione italiana: "Quadrato. Pratico. Buono."
- Confezione tedesca: "Quadratisch. Praktisch. Gut." ("Quadrato. Pratico. Buono.")
- Confezione francese: "Carré. Pratique. Gourmand."
- Confezione inglese (1): "The handy chocolate square" ("Il comodo quadrato di cioccolato")
- Confezione inglese (2): "Quality. Chocolate. Squared." ("Qualità. Cioccolato. Al quadrato")
- Confezione danese: "Kvadratisk. Praktisk. God."
- Confezione russa: "Квадратный. Практичный. Хороший."

### Slogan 2
- Confezione tedesca: "Qualität im Quadrat." ("Qualità in un quadrato")
- Confezione inglese: "Quality in a Square."

### Slogan 3
"Knick Knack auf Zack."
Tradotto letteralmente sarebbe: "Knick Knack ben fatto!."
Knick Knack è un tentativo di riprodurre l'onomatopea dello spezzare la tavoletta di cioccolata, e l'espressione auf Zack è un modo di dire per indicare una cosa ben fatta. Questo slogan era trasmesso alla televisione tedesca negli anni novanta.

## Mascotte
Spesso le tavolette Ritter Sport sono rappresentate da "Quadrago", un draghetto con una bandiera tra le zampe. Ciò può essere in parte attribuito alla parola "Ritter", che in tedesco vuol dire "Cavaliere".

## Criticata
Dopo l'invasione russa dell'Ucraina nel 2022, l'azienda è stata criticata per aver continuato a operare in Russia. Il mercato russo rappresenta circa il 7% del fatturato dell'azienda. Il CEO Andreas Ronken ha sottolineato che 200 posti di lavoro in Germania dipendevano dal business in Russia, e che la vendita era anche importante per gli agricoltori di cacao in Africa occidentale, America centrale e sudamericana, che altrimenti avrebbero perso il loro sostentamento. Tuttavia, gli investimenti e le attività di marketing in Russia sono stati interrotti. Ritter Sport afferma che sta donando i profitti derivanti dalle sue attività in Russia all'Ucraina.